# تنگ دالان (خمیر)
تنگ دالان یک روستا در ایران است که در دهستان کهورستان واقع شده‌است. تنگ دالان ۱۸۳ نفر جمعیت دارد.